# Kevin Högdahl
Kevin Magnus Alexander Högdahl, född 2 mars 1990 i Biskopsgårdens församling, Göteborgs och Bohus län, är en svensk låtskrivare och son till den kända låtskrivaren Aleena Gibson Han har skrivit låtar till artister som Samir & Viktor ("Groupie"), Molly Sandén (Det bästa kanske inte hänt än) och Victor Leksell ("Svag"). I augusti 2020 vann låten "Svag" pris för årets svenska låt på Rockbjörnen.